# Caroline Bardua
Caroline Bardua (ur. 11 listopada 1781 w Ballenstedt, zm. 2 czerwca 1864 tamże) – niemiecka malarka, portrecistka.

## Życiorys
Urodziła się 11 listopada 1781 roku w Ballenstedt, w rodzinie kamerdynera księcia Anhalt-Bernburg. W dzieciństwie uczyła się śpiewu, gry na gitarze i rysunku. W latach 1805–1807 studiowała w weimarskiej szkole rysunku w pracowni Johanna Heinricha Meyera, do której została przyjęta na podstawie rekomendacji wystawionej przez Johanna Wolfganga von Goethe. W Weimarze należała do kręgów towarzyskich Goethego i Johanny Schopenhauer i tworzyła portrety osób z tego środowiska, w tym Goethego, Schopenhauer, Johannesa Daniela Falka czy Carla Ludwiga Fernowa. Następnie kontynuowała naukę w Dreźnie, pobierając prywatne lekcje u Gerharda von Kügelgena, profesora lokalnej akademii. Podczas pobytu w Dreźnie poznała malarkę Louise Seidler i Caspara Davida Friedricha, którego sportretowała w 1810 roku, a także wzięła udział w wystawie studentów akademii drezdeńskiej. Wiele podróżowała, pozyskując zlecenia portretowe m.in. w Halberstadt czy Halle, które były nie tylko źródłem dochodu dla niej, ale i sposobem na wsparcie materialne siostry Wilhelmine i brata.
Była jedną z nielicznych kobiet-artystek pierwszej połowy XIX wieku, którym udało się uzyskać twórczą i majątkową niezależność. Tworzyła przede wszystkim portrety, a także przedstawienia historyczne, łącząc idealizm neoklasycyzmu z elementami uczuciowości romantyzmu. Wiele jej portretów odzwierciedlało tradycję biedermeierowską. W 1819 roku osiadła z siostrą w Berlinie. Po początkowych trudnościach udało się jej zdobyć rozgłos i zlecenia pomimo dużej konkurencji, z powodzeniem rywalizując przez pewien czas z Friedrichem Wilhelmem Schadowem. Prowadziła także salon artystyczny, w którym dużym zainteresowaniem cieszyły się jej żywe obrazy. W tym okresie sportretowała m.in. Carla Marię von Webera i Aleksandrę Pruską, a jej twórczość została zaprezentowana na licznych wystawach. Z czasem zaczęła jednak tracić zamówienia na rzecz zyskującego na popularności Schadowa. Od 1839 roku otrzymywała coroczną emeryturę od Akademie der Künste. Cztery lata później wraz z siostrą założyła pierwsze żeńskie stowarzyszenie artystyczne w Berlinie.
W 1852 roku powróciła do rodzinnego miasta, gdzie zmarła 2 czerwca 1864 roku. Dekadę później ukazała się biografia wspólnego życia sióstr Bardua pióra Wilhelmine pt. Jugendleben der Malerin Caroline Bardua.

## Galeria

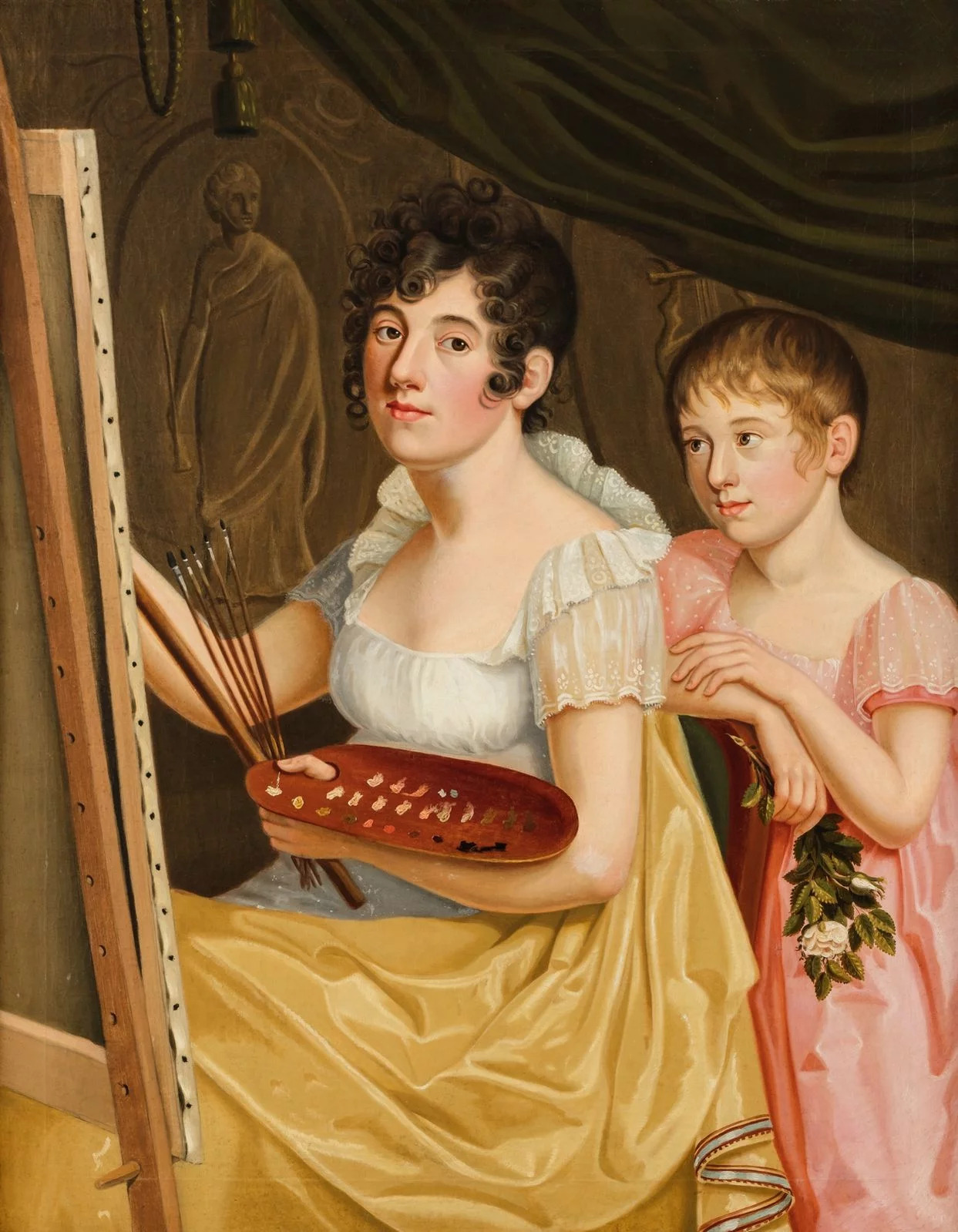
Portret Johanny i Adele Schopenhauer, 1806
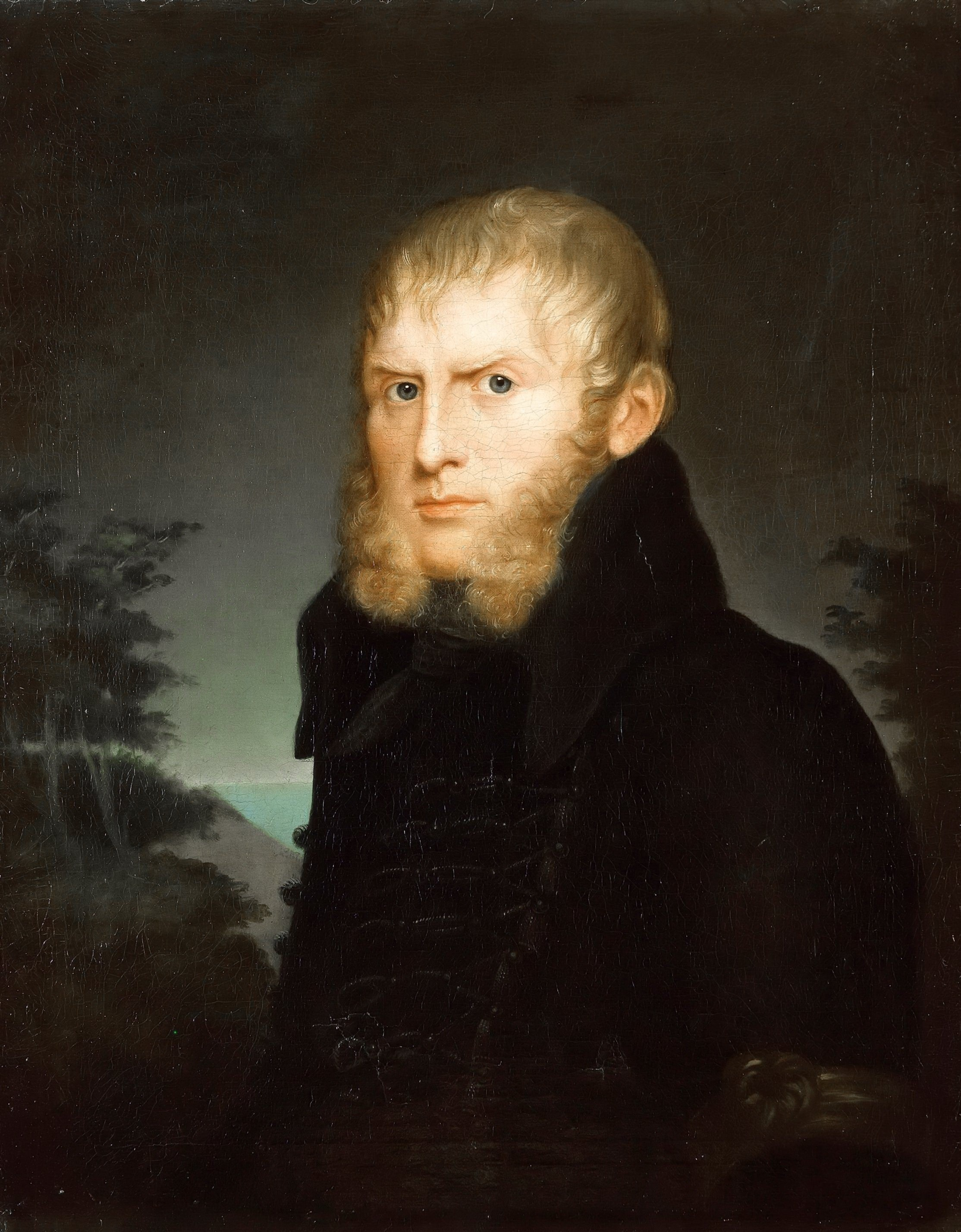
Portret Caspara Davida Friedricha, 1810
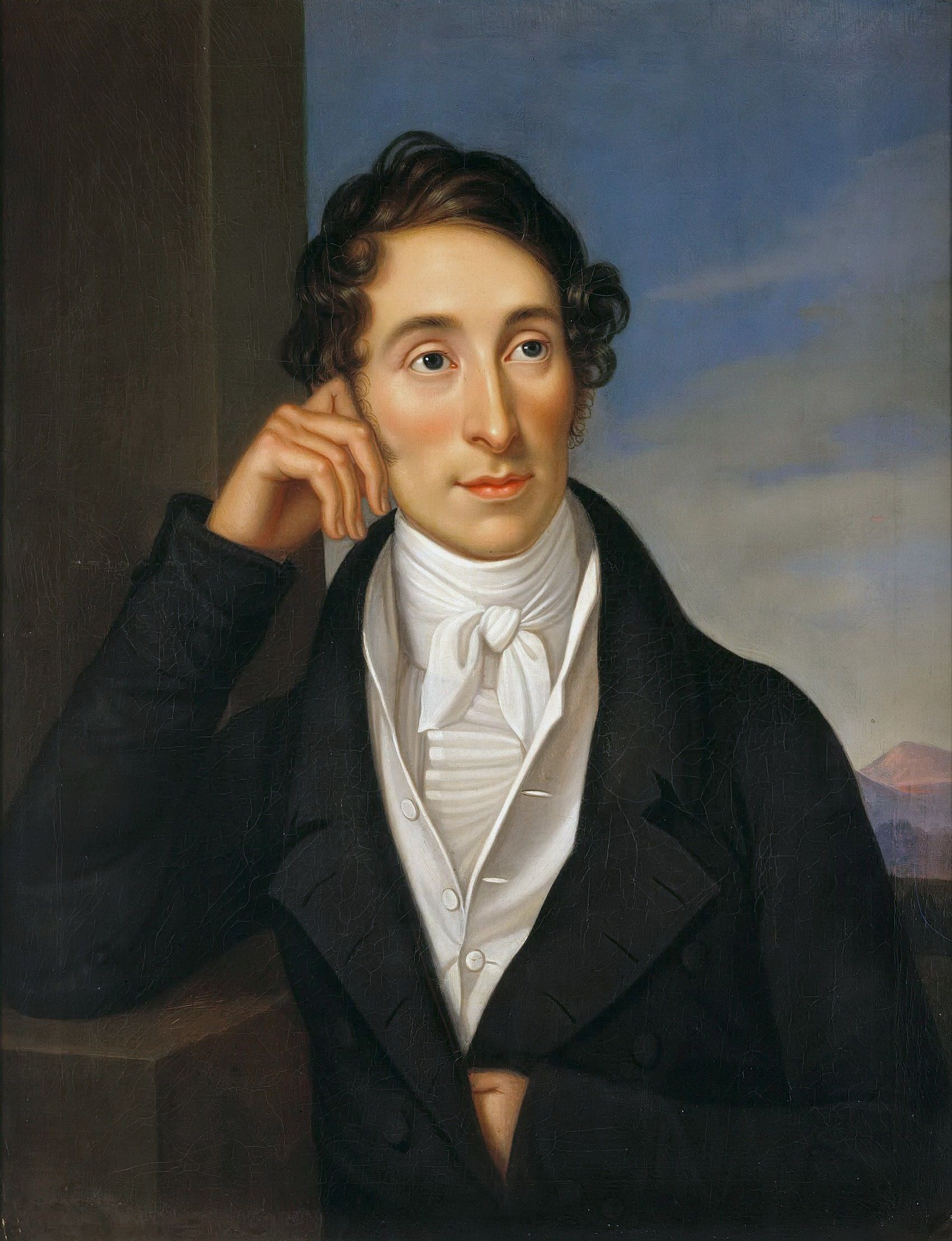
Portret Carla Marii von Webera, 1821
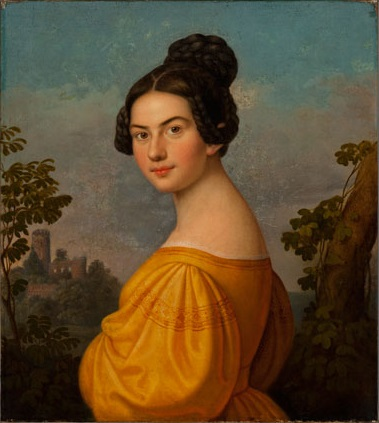
Portret Emmy de Greiff, ok. 1828
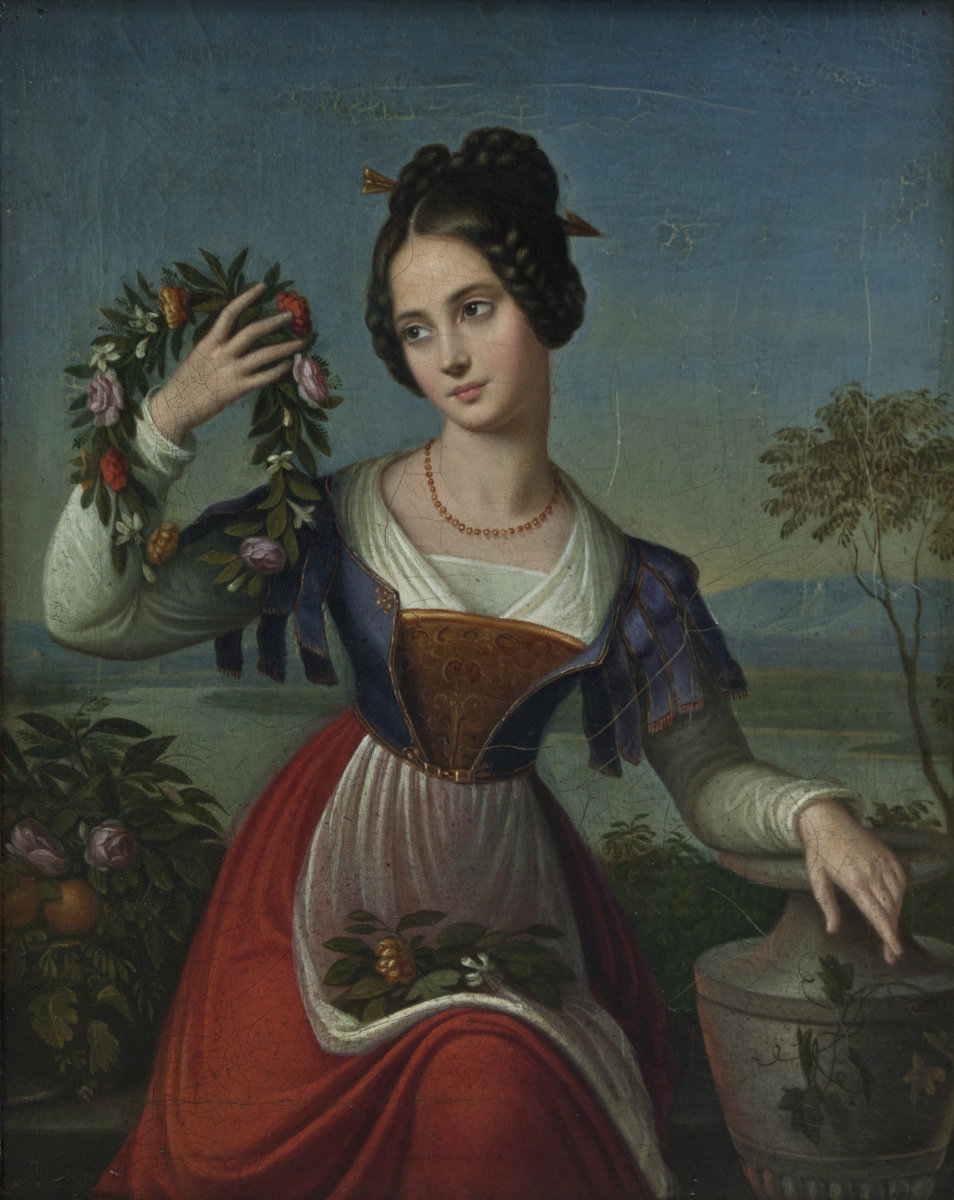
Die Kranzwinderin, ok. 1838